# Blepharolejeunea fuegiana
Blepharolejeunea fuegiana là một loài Rêu trong họ Lejeuneaceae. Loài này được (Besch. & C. Massal.) Gradst. mô tả khoa học đầu tiên năm 1985.